# 헬렌 플린트

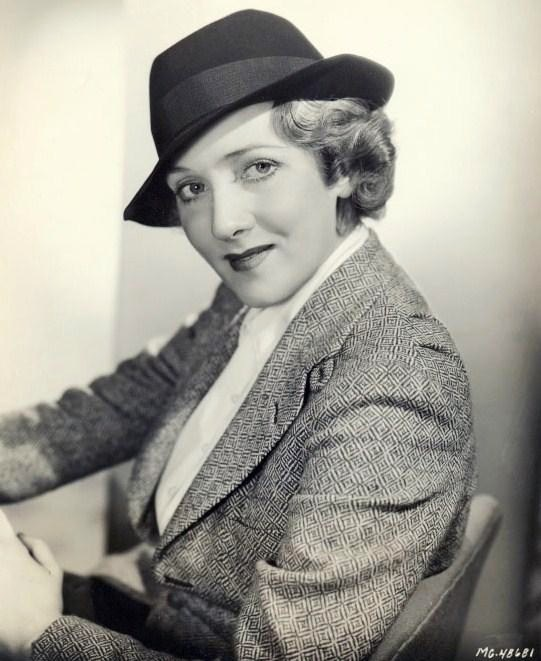

헬렌 플린트(Helen Flint, 1898년 1월 14일 ~ 1967년 9월 9일)는 미국의 배우, 영화배우이다.
시카고에서 태어났으며 워싱턴 D.C.에서 사망하였다.

## 영화
- 바다의 거인 (1937년)
- 하층민(영어판) (1936년)
- 소공자 (1936년)
- 분노 (1936년)
- 다우팅 토머스 (1935년) - 넬리 펠 역
- 황무지 (1935년)